# Якчал

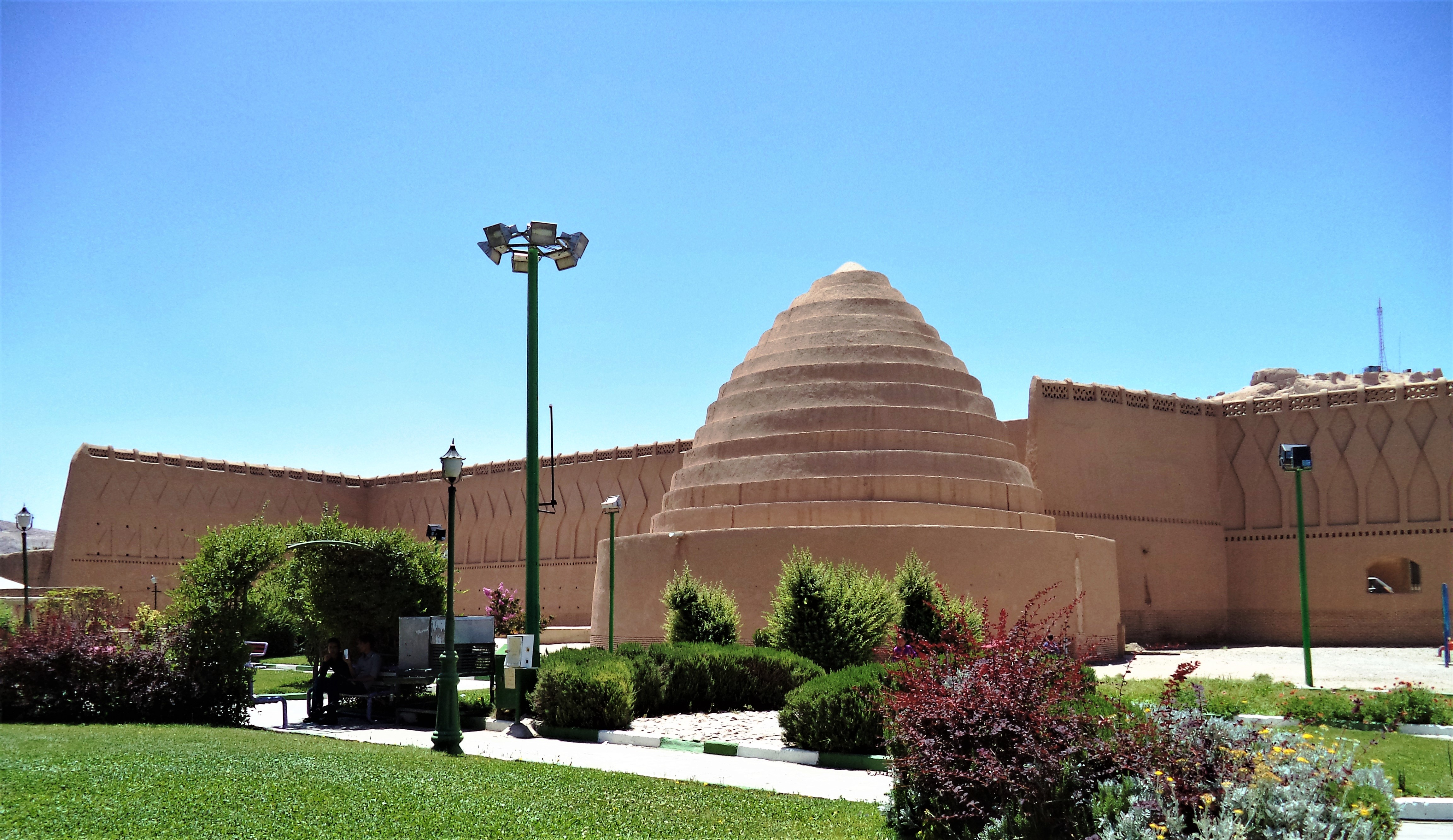
Якчал Керман

Якчал (перс. یخچا — «яма з льодом») — давній тип холодильника, різновид льодовні.
Будівля мала наземну куполоподібну частину й підземні складські приміщення. Використовувалось за для зберігання льоду, інколи продовольства. Підземна будівля мала товсті, термостійкі стіни. Ці споруди були побудовані головним чином в Ірані. Більшість якчалів побудовані сотні років тому, проте й досі послуговуються людині.
У 400 році до Р. Х. перські інженери вже справлялися із задачею зберігання криги у пустелі в середині літа. Лід привозили з навколишніх гір взимку у великій кількості і заготовляли в якчалах. Велике підземне сховище з товстими ізольованими стінами (до 2 м завтовшки) було пов'язане з кяризами і вежами вітру (перс. بادگیر), з метою утримання прохолодного повітря. У результаті крига танула вельми повільно і була доступною протягом усього року. Споруди мали місткість до 5 000 м³. Стіни були зроблені з піску, глини, яєць, вовни цапа, вапна і попелу, змішаних у певній пропорції. Суміш мала назву «сарудж» (перс. ساروج). Побутувала думка, що ця суміш є водонепроникною.
Якчал в Кермані розташований приблизно в милі від центру міста. Ця конусоподібна будівля 18 метрів заввишки. Товсті стіни і неперервне водяне охолодження дозволяють зберігати кригу протягом літа.